# 榛東村
榛東村（しんとうむら）は、群馬県のほぼ中央部、榛名山の東麓にある村。

## 概要
群馬県は東国における古代文化の中心として、数多くの古墳、遺跡から出土する埴輪が知られているが、ここ榛東村も中小の古墳が散在する（ベッドタウン開発により減少傾向）。特に高塚古墳（群馬県林業試験場構内）は全長60m、6世紀に作られた中規模の前方後円墳で、県史跡に指定されている。
元々は農業を中心とした産業構成だが、近年は前橋、高崎、渋川といった近傍の都市のベッドタウンとして人口は増加傾向にある。
また、村内には陸上自衛隊の相馬原駐屯地（第12旅団司令部）がある。師団・旅団司令部がある自治体としては唯一の村である。同駐屯地は、隣接して相馬原演習場・飛行場があり、ヘリコプターが上空を飛んでいるところがよく見られる。
2009年5月5日に、富士見村が消滅したことに伴い、県内で最も人口の多い村となった。2021年12月1日現在の日本全国の村の人口順位では8位である。

## 歴史

### 沿革
昭和の大合併により1957年（昭和32年）3月30日、北群馬郡桃井村（もものいむら）（第一次）と群馬郡相馬村大字広馬場が合併して、桃井村（第二次）が誕生（相馬村の残部・大字柏木沢は旧箕郷町に編入された。）。その後村名を公募し、1959年（昭和34年）8月1日に現在の村名となった。榛名山の東に位置していることが由来と言われている。
また、この合併のときに、旧箕郷町（旧相馬村）柏木沢の小学生が榛東村の相馬小学校（現：南小学校）へ越境通学するといった問題が発生した。
平成の大合併では当初、渋川広域圏の合併協議に参加していたがほどなく離脱。その後2004年になって、吉岡町との1町1村による合併を目指して任意合併協議会を設立したが、新庁舎の問題や住民意見との乖離が表面化し、協議会は解散となった。

### 年表
- 1889年（明治22年）4月1日 - 町村制施行に伴い、西群馬郡に桃井村（第一次：初代村長栁岡利平太）が誕生。
- 1896年（明治29年）4月1日 - 西群馬郡と片岡郡が合併して群馬郡となり、群馬郡桃井村となる。
- 1910年（明治43年）ｰ 相馬原が陸軍の演習地となる。
- 1940年（昭和15年）ｰ 満洲に相馬分村として入植する。
- 1949年（昭和24年）10月1日 - 群馬郡から北群馬郡が分立し、北群馬郡桃井村となる。
- 1952年（昭和27年）7月12日 - 相馬ヶ原駐屯地事件
- 1957年（昭和32年）1月30日 - ジラード事件
- 1957年（昭和32年）3月30日 - 北群馬郡桃井村と群馬郡相馬村の一部が合併して、北群馬郡桃井村（第二次）が誕生。
- 1959年（昭和34年）8月1日 - 桃井村（第二次）が榛東村に改称し、現在に至る。
- 1962年（昭和37年）ｰ ぶどうづくりが始まる。
- 1965年（昭和40年）ｰ 赤痢が流行する。
- 1970年（昭和45年）ｰ 村の総合グラウンドができる。
- 1973年（昭和48年）10月29日ｰ 村章、村歌が決定する。
- 1978年（昭和53年）7月20日 - 上越新幹線榛名トンネルの工事により、トンネル上部に当たる山子田の土地（県道と田畑）が陥没する事故が発生（人・家屋への被害無し）[3]。
- 1980年（昭和55年）4月23日ｰ 人口が1万人を超える。
- 1981年（昭和56年）6月4日ｰ 昭和天皇・皇后が榛東村を訪問する。
- 1983年（昭和58年）10月16日〜10月19日ｰ 第38回国民体育大会（あかぎ国体）のライフル射撃が県営ライフル射撃場および榛東村立北小学校で行われる。
- 1986年（昭和61年）第1回村づくり産業祭が行われる。
- 1989年（平成元年）ふるさと公園ができる。
- 2009年（平成21年）10月26日 - 村役場の新庁舎が完成し、山子田から新井（現在地）に移転。
- 2022年（令和4年）10月15日ｰ しんとう総合グラウンドで榛東村花火大会が開催される。
- 2023年（令和5年）4月23日ｰ 榛東村長選挙が行われ、南千晴氏が県内初の女性村長に。

## 村のシンボル

### 村民憲章
榛東村ホームページより引用
わたくしたちは、先人の築いた郷土の歴史とすぐれた伝統を大切にし、榛東村民であることの誇りと自覚をもち、輝かしい榛東村の未来を求めてここに憲章を定めます。

一、わたくしたちは、老人をうやまい、たくましい青少年を育て、
        明るい家庭を築きましょう。
一、わたくしたちは、環境をととのえ、郷土を愛し、
        住みよい村をつくりましょう。
一、わたくしたちは、文化財を大切にし、教養を高め、
        文化の創造につとめましょう。
一、わたくしたちは、勤労をとうとび、生産にはげみ、
        豊かなくらしを築きましょう。
一、わたくしたちは、スポーツを愛好し、健康な明るい村を
        つくりましょう。

昭和56年3月30日制定

## 人口
| |                                        |  |
| 榛東村と全国の年齢別人口分布（2005年） | 榛東村の年齢・男女別人口分布（2005年） |  |
| ■紫色 ― 榛東村 ■緑色 ― 日本全国 | ■青色 ― 男性 ■赤色 ― 女性              |  |
| 榛東村（に相当する地域）の人口の推移 \| 1970年（昭和45年） \| 8,600人 \| \| \| 1975年（昭和50年） \| 9,224人 \| \| \| 1980年（昭和55年） \| 10,030人 \| \| \| 1985年（昭和60年） \| 10,753人 \| \| \| 1990年（平成2年） \| 11,358人 \| \| \| 1995年（平成7年） \| 12,551人 \| \| \| 2000年（平成12年） \| 13,334人 \| \| \| 2005年（平成17年） \| 14,158人 \| \| \| 2010年（平成22年） \| 14,370人 \| \| \| 2015年（平成27年） \| 14,329人 \| \| \| 2020年（令和2年） \| 14,216人 \| \| |                                        |  |
| 総務省統計局 国勢調査より |                                        |  |
| 1970年（昭和45年） | 8,600人                                |  |
| 1975年（昭和50年） | 9,224人                                |  |
| 1980年（昭和55年） | 10,030人                               |  |
| 1985年（昭和60年） | 10,753人                               |  |
| 1990年（平成2年） | 11,358人                               |  |
| 1995年（平成7年） | 12,551人                               |  |
| 2000年（平成12年） | 13,334人                               |  |
| 2005年（平成17年） | 14,158人                               |  |
| 2010年（平成22年） | 14,370人                               |  |
| 2015年（平成27年） | 14,329人                               |  |
| 2020年（令和2年） | 14,216人                               |  |

## 行政・議会

### 村長
- 村長：南千晴（2023年5月18日就任）

### 県議会
- 選挙区：北群馬郡選挙区
- 定数：1名
- 任期：2023年（令和5年）4月30日 - 2027年（令和9年）4月29日[5]

| 議員名   | 会派名     | 備考 |
| -------- | ---------- | ---- |
| 大林裕子 | 自由民主党 |      |

### 衆議院
- 任期 ： 2024年（令和6年）10月27日 - 2028年（令和10年）10月26日（「第50回衆議院議員総選挙」参照）

| 選挙区 | 議員名   | 党派名     | 当選回数 | 備考   |
| --- | -------- | ---------- | -------- | ------ |
| 群馬県第5区（榛東村、渋川市、富岡市、安中市、高崎市〈旧群馬町・箕郷町・榛名町・倉渕村域〉、北群馬郡、甘楽郡、吾妻郡） | 小渕優子 | 自由民主党 | 9        | 選挙区 |

## 警察
- 渋川警察署

## 消防
- 渋川地区広域市町村圏振興整備組合渋川広域消防本部
  - 南分署（榛東村大字山子田47-2）

## 国防
- 陸上自衛隊相馬原駐屯地・相馬原飛行場（第12旅団司令部等）

## 水道
- 県央第一水道事務所

## 研究機関
- 林業試験場

## 地域

### 教育
- 中学校
  - 榛東村立榛東中学校
- 小学校
  - 榛東村立北小学校
  - 榛東村立南小学校
- 幼稚園
  - 榛東村立北幼稚園
  - 榛東村立南幼稚園
- 保育園
  - 榛東北部保育園
- こども園
  - 榛東中央こども園
  - 榛東南部こども園

### 公園
- しんとう南部公園 - 人工芝サッカー場
- しんとう総合グラウンド
- しんとうふるさと公園
- 新井緑地公園
- 宿公園

### 更生施設
- 少年院（女子）
  - 榛名女子学園

### 郵便局
- 相馬郵便局
- 桃井郵便局

### 金融機関
- 群馬銀行榛東支店
- 北群渋川農業協同組合榛東出張所

## 交通

### 鉄道
村内を上越新幹線（榛名トンネル）が通過しているが駅はない。最寄り駅は群馬総社駅。

### 路線バス
- 群馬バス
- 日本中央バス

### 県道
- 群馬県道26号高崎安中渋川線
- 群馬県道153号水沢足門線
- 群馬県道154号新井下室田線
- 群馬県道161号南新井前橋線

## 名所・旧跡・観光スポット

### 温泉
- ガラメキ温泉
- しんとう温泉

### 神社・寺
- 聖宮神社
- 黒髪山神社
- 宿稲荷神社
- 八幡宮
- 柳沢寺
- 常将神社

### 遺跡・名所
- 湧宇の滝
- 茅野遺跡
- 高塚古墳

### 体験・販売
- 榛東村ぶどう郷
- 地球屋ハルナグラス
- しんとうワイナリー
- 榛東村耳飾り館

### アウトドア
- AKATSUKI village
- 創造の森キャンプ場

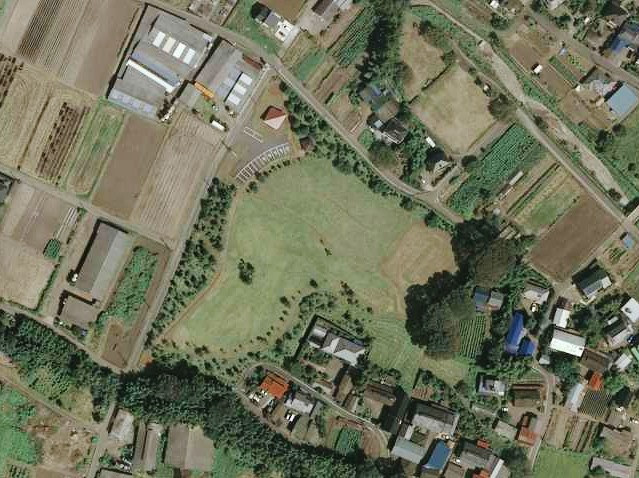
茅野遺跡
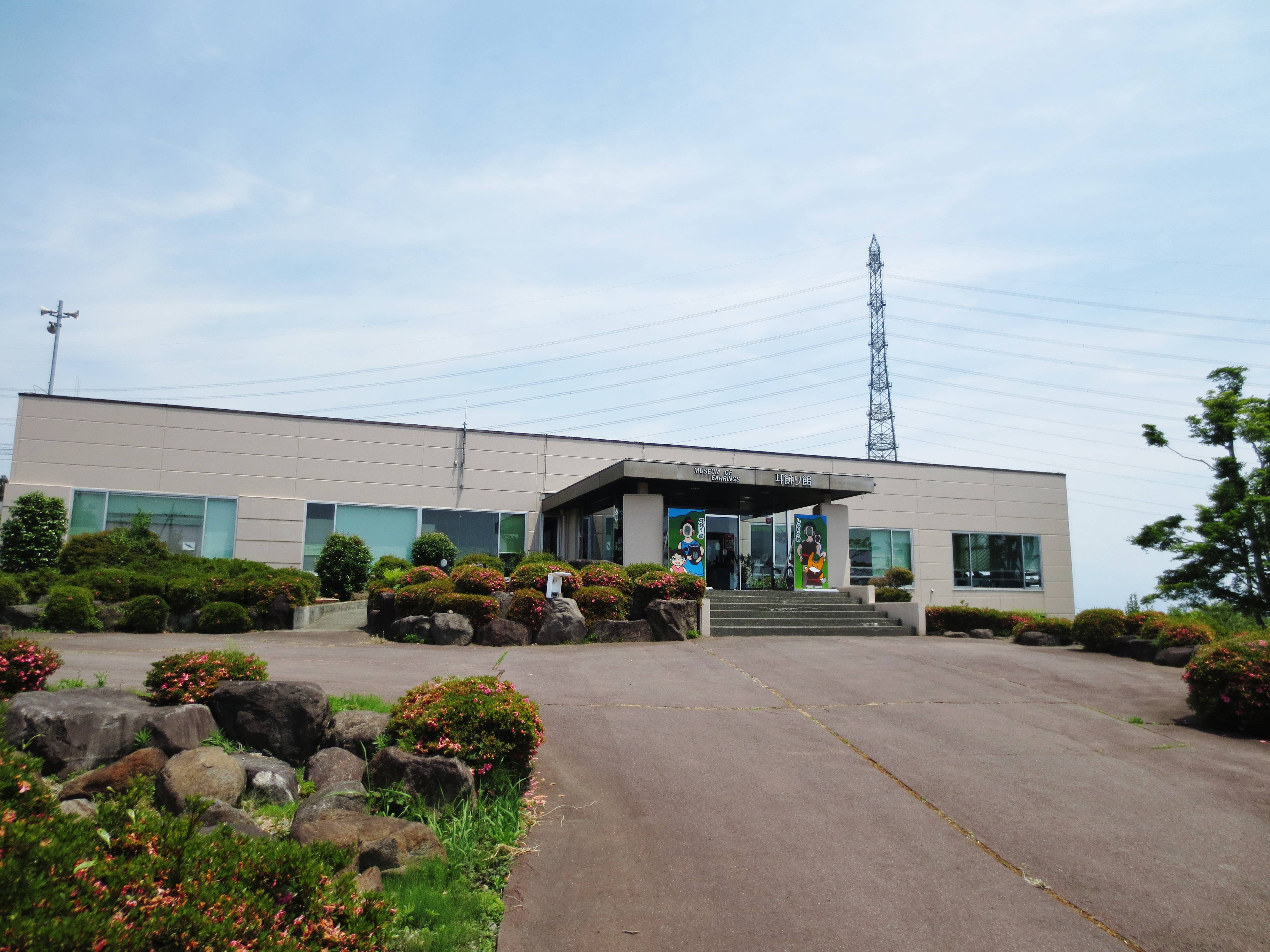
耳飾り館
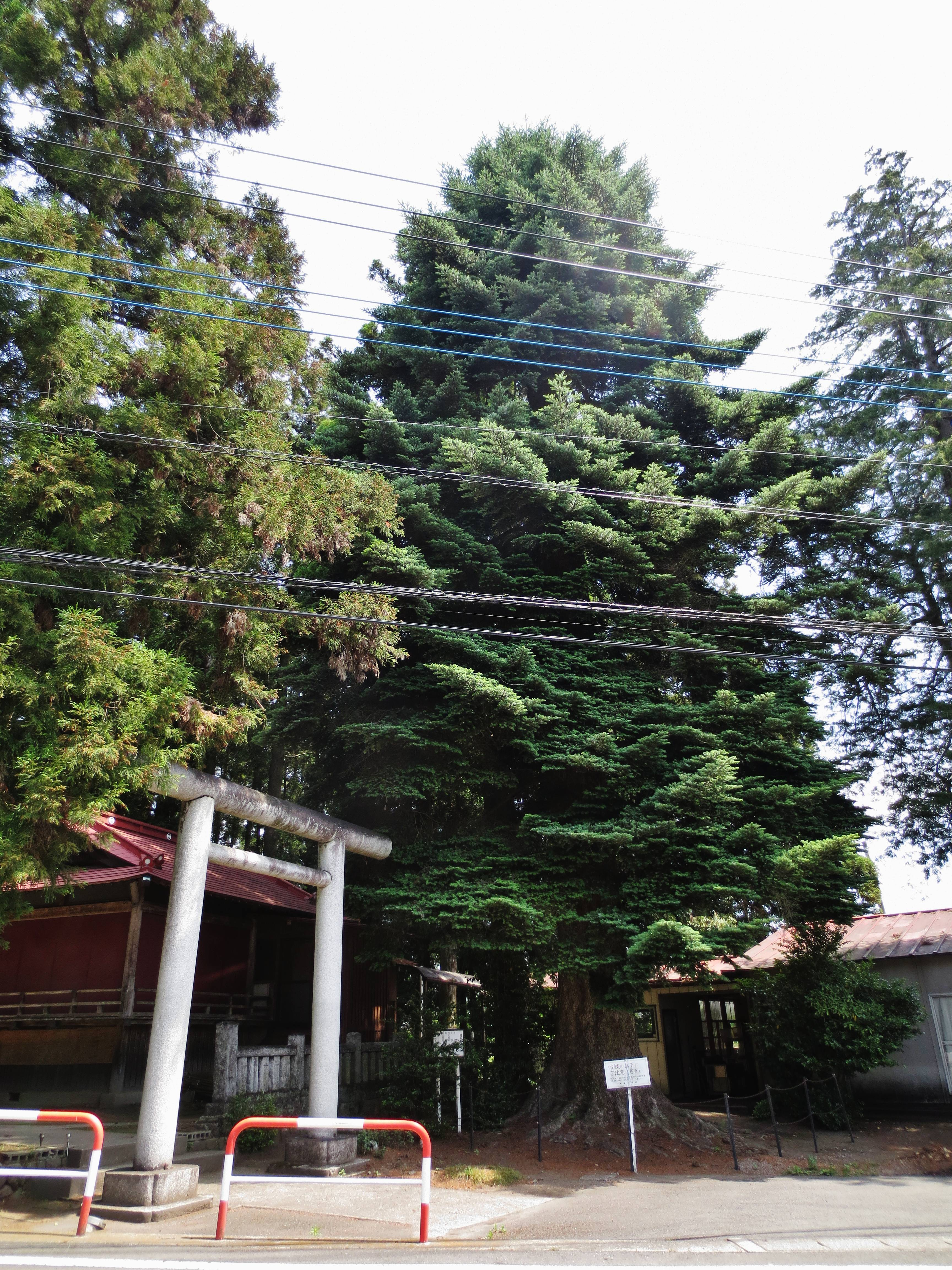
黒髪山神社のモミ
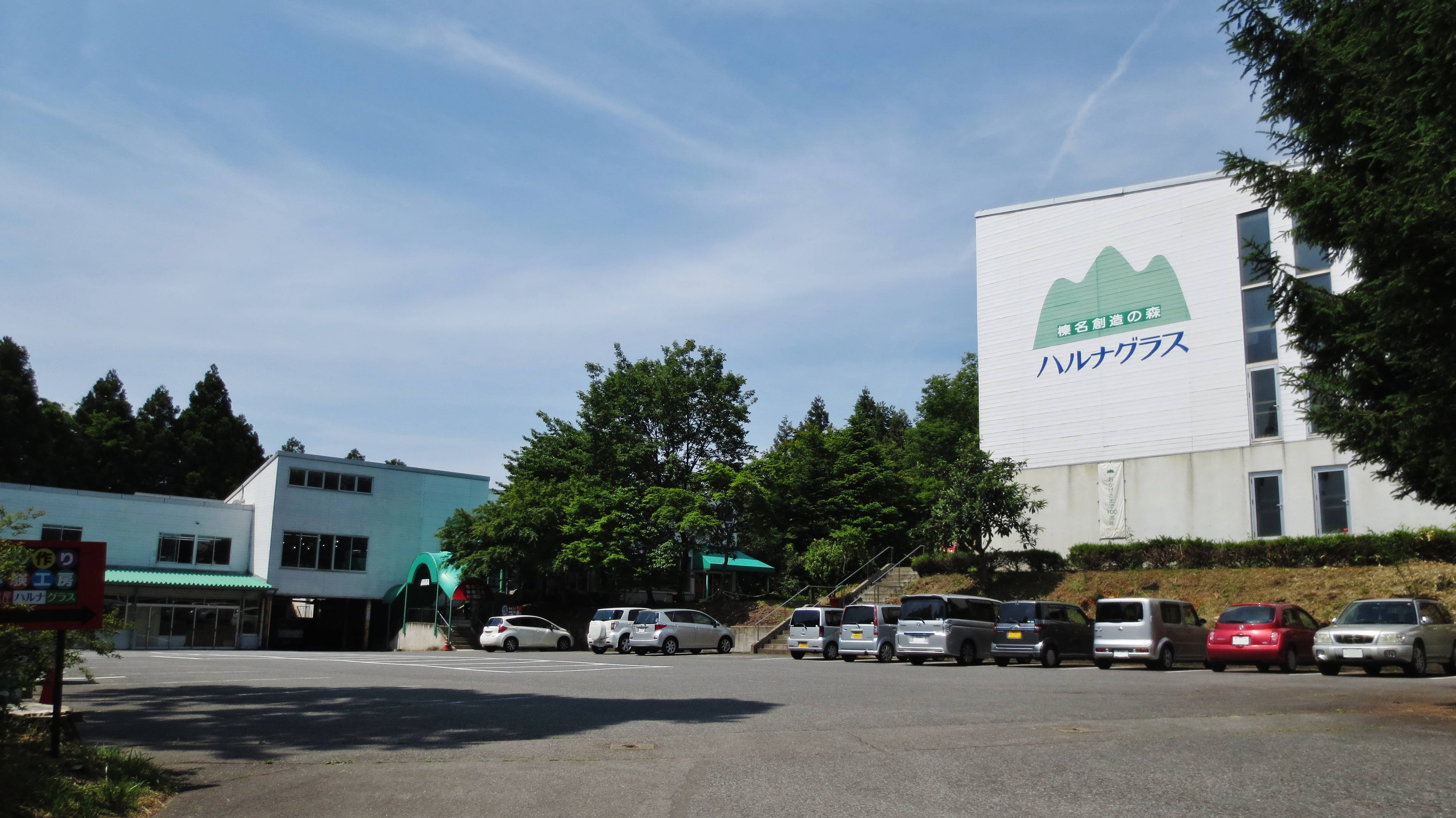
ハルナグラス
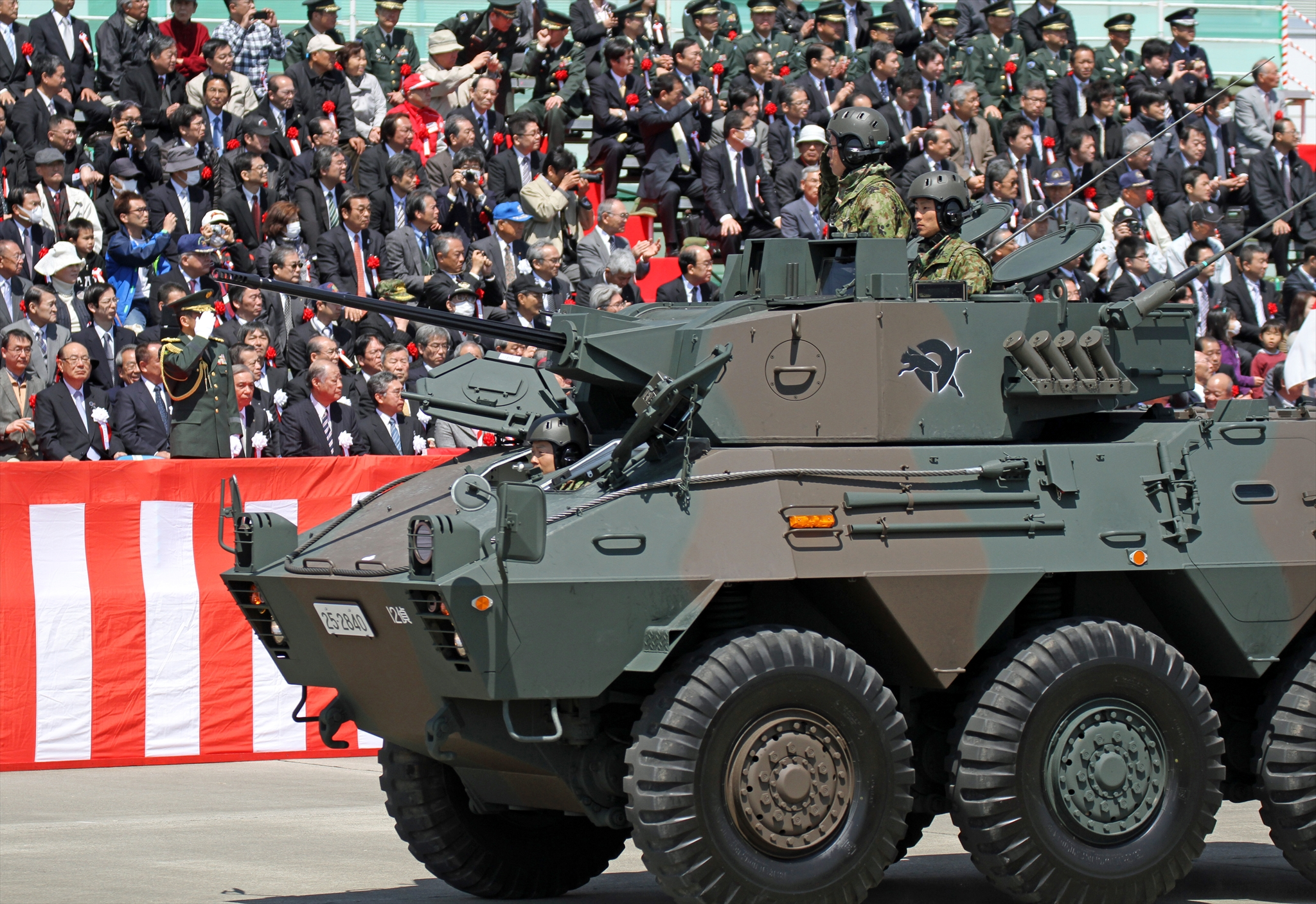
自衛隊相馬原駐屯地
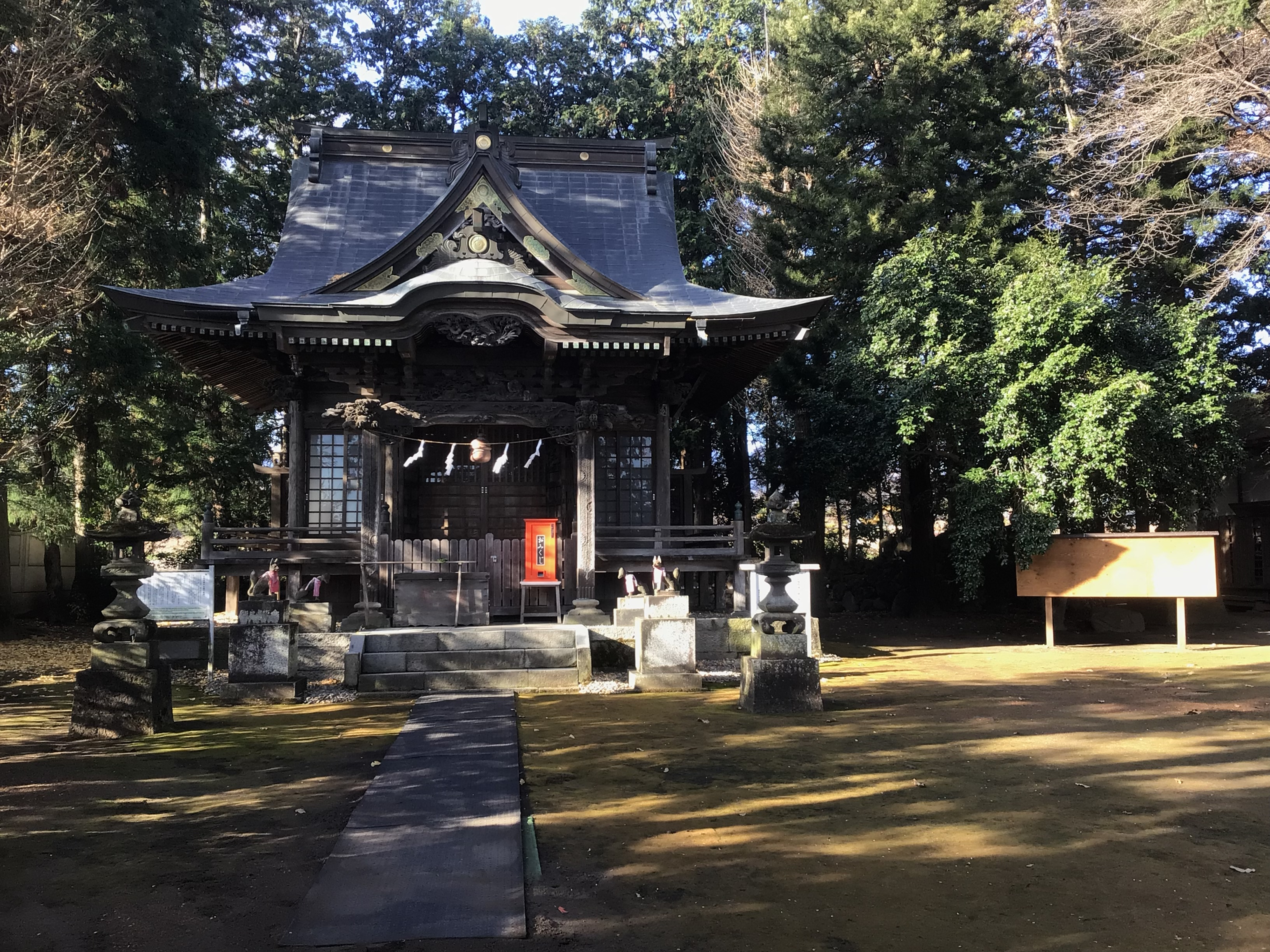
宿稲荷神社

## 店

### 飲食店
- あいみつ苑
- 大川食堂
- 櫟（くぬぎ）
- コーヒーハウスライフ
- 大榛
- 榛名まほろば
- ラーメン餃子きたみ

### スーパー・商店・ホームセンター
- とみざわ酒店
- とみつね
- クスリのアオキ榛東店
- コメリハード&グリーン榛東店
- フレッセイ榛東新井店
- リカー&フードすぎた

### コンビニエンスストア
- セブンイレブン榛東広馬場店
- セブンイレブン榛東新井店
- セブンイレブン榛東山子田店
- ローソン榛東井戸尻店
- ローソン榛東新井南店

### 無人販売
- 雷神餃子無人直売所榛東村店

### ガソリンスタンド
- ＪＡ全農ぐんま榛東セルフＳＳ
- ENEOS / 加藤石油相馬ヶ原ＳＳ
- ENEOS / (有)ハルナ油脂商会ハチマンSS
- apollostation / 松栄産業(株)榛名東SS